# Mistrzostwa Świata IFSA Strongman 2006
Mistrzostwa Świata IFSA Strongman 2006 – doroczne, indywidualne zawody siłaczy federacji IFSA.
Miejsce: Reykjavík  Islandia

## Kwalifikacje
Data: 20, 21 listopada 2006 r.

WYNIKI KWALIFIKACJI:
Do finału kwalifikuje się czterech najlepszych zawodników z każdej grupy.
Grupa 1
| Miejsce | Zawodnik           | Kraj              | Punkty            |
| ------- | ------------------ | ----------------- | ----------------- |
| 1.      | Michaił Koklajew   | Rosja             | 31,5              |
| 2.      | Benedikt Magnússon | Islandia          | 26,5              |
| 3.      | Saulius Brusokas   | Litwa             | 23                |
| 4.      | Nick Best          | Stany Zjednoczone | 22                |
| 5.      | Igor Pedan         | Rosja             | 21                |
| 6.      | Geoff Dolan        | Kanada            | 19                |
| 7.      | Anders Johansson   | Szwecja           | 17                |
| 8.      | Tomi Lotta         | Finlandia         | 13 (kontuzjowany) |

Grupa 2
| Miejsce | Zawodnik          | Kraj              | Punkty |
| ------- | ----------------- | ----------------- | ------ |
| 1.      | Žydrūnas Savickas | Litwa             | 32,5   |
| 2.      | Andrus Murumets   | Estonia           | 28     |
| 3.      | Oli Thompson      | Anglia            | 25,5   |
| 4.      | Vidas Blekaitis   | Litwa             | 24,5   |
| 5.      | Steve MacDonald   | Stany Zjednoczone | 23,5   |
| 6.      | Jarno Hams        | Holandia          | 22,5   |
| 7.      | Georg Ögmundsson  | Islandia          | 11,5   |
| 8.      | Ettiene Smit      | Południowa Afryka | 11     |

Grupa 3
| Miejsce | Zawodnik               | Kraj              | Punkty |
| ------- | ---------------------- | ----------------- | ------ |
| 1.      | Wasyl Wirastiuk        | Ukraina           | 30     |
| 2.      | Robert Szczepański     | Polska            | 30     |
| 3.      | Ervin Katona           | Serbia            | 28     |
| 4.      | Travis Ortmayer        | Stany Zjednoczone | 27,5   |
| 5.      | Stefán Sölvi Pétursson | Islandia          | 26     |
| 6.      | Agris Kazeļņiks        | Łotwa             | 20,5   |
| 7.      | Jani Illikainen        | Finlandia         | 13     |
| 8.      | Bernd Kerschbaumer     | Austria           | 3      |

## Finał
Data: 24, 25 listopada 2006 r.
FINAŁ – WYNIKI SZCZEGÓŁOWE:
| Miejsce | Zawodnik           | Kraj              | Punkty |
| ------- | ------------------ | ----------------- | ------ |
| 1.      | Žydrūnas Savickas  | Litwa             | 80,5   |
| 2.      | Michaił Koklajew   | Rosja             | 78,5   |
| 3.      | Wasyl Wirastiuk    | Ukraina           | 72     |
| 4.      | Vidas Blekaitis    | Litwa             | 70     |
| 5.      | Andrus Murumets    | Estonia           | 55     |
| 6.      | Robert Szczepański | Polska            | 46,5   |
| 7.      | Benedikt Magnússon | Islandia          | 44,5   |
| 8.      | Oli Thompson       | Anglia            | 43     |
| 9.      | Nick Best          | Stany Zjednoczone | 38     |
| 10.     | Travis Ortmayer    | Stany Zjednoczone | 35     |
| 11.     | Saulius Brusokas   | Litwa             | 33,5   |
| 12.     | Ervin Katona       | Serbia            | 20,5   |

## Nagrody
| Miejsce | Wysokość nagrody |
| ------- | ---------------- |
| 1.      | $ 45 000         |
| 2.      | $ 25 000         |
| 3.      | $ 15 000         |